# رآکتور آب فشرده

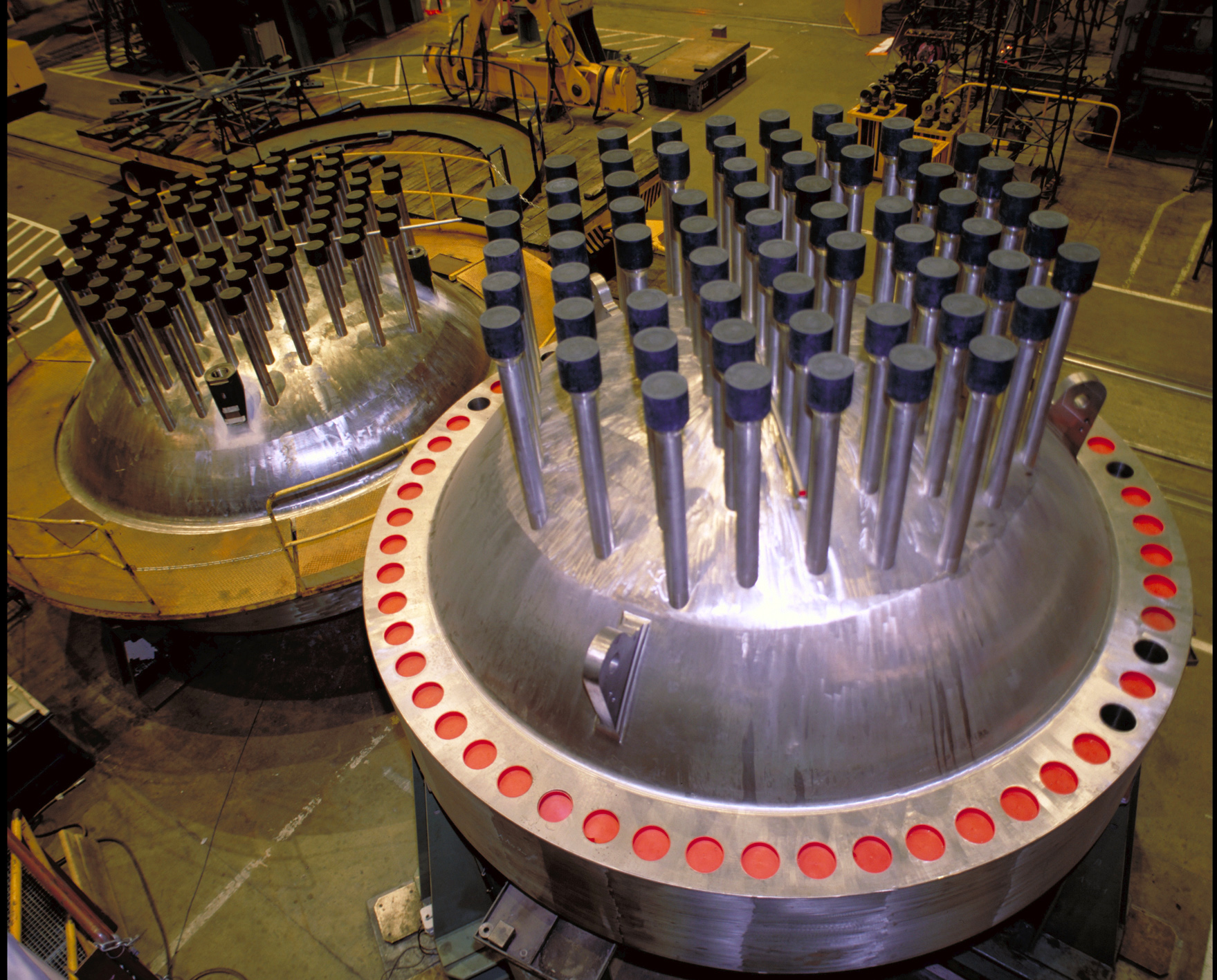
تصویر گرفته شده توسط کمیسیون ساماندهی هسته‌ای ایالات متحده از قسمت بالایی یک واکنشگاه آب فشرده.

راکتور آب فشرده معروف به راکتور PWR، (به انگلیسی: Pressurized-Water Reactor) یکی از نخستین انواع رآکتور هسته‌ای صنعتی در نیروگاه‌های هسته‌ای در جهان است که از انرژی هسته‌ای استفاده می‌کند.
این رآکتورها معمولاً در فشارهای آبی بالا (مثل ۱۵ مگاپاسکال یا ۲۲۵۰ پی اس آی) کار می‌کنند؛ و از آنجایی که آب درون این سیستم‌ها به صورت بخار نیست، واکنشگاه احتیاج به مبادله‌گرهای گرمایی (heat exchanger) جهت تولید انرژی دارد؛ لذا بازده کل این نوع رآکتور حدوداً بین ۳۲٪ تا ۳۳٪ تخمین زده می‌شود.
این رآکتورها یکی از سه نوع راکتور آب سبک است، و در زیردریایی‌ها و برخی ناوگان دریایی نیز از آن استفاده می‌گردد.

## برخی سامانه‌های معروف پی‌دبلیوآر

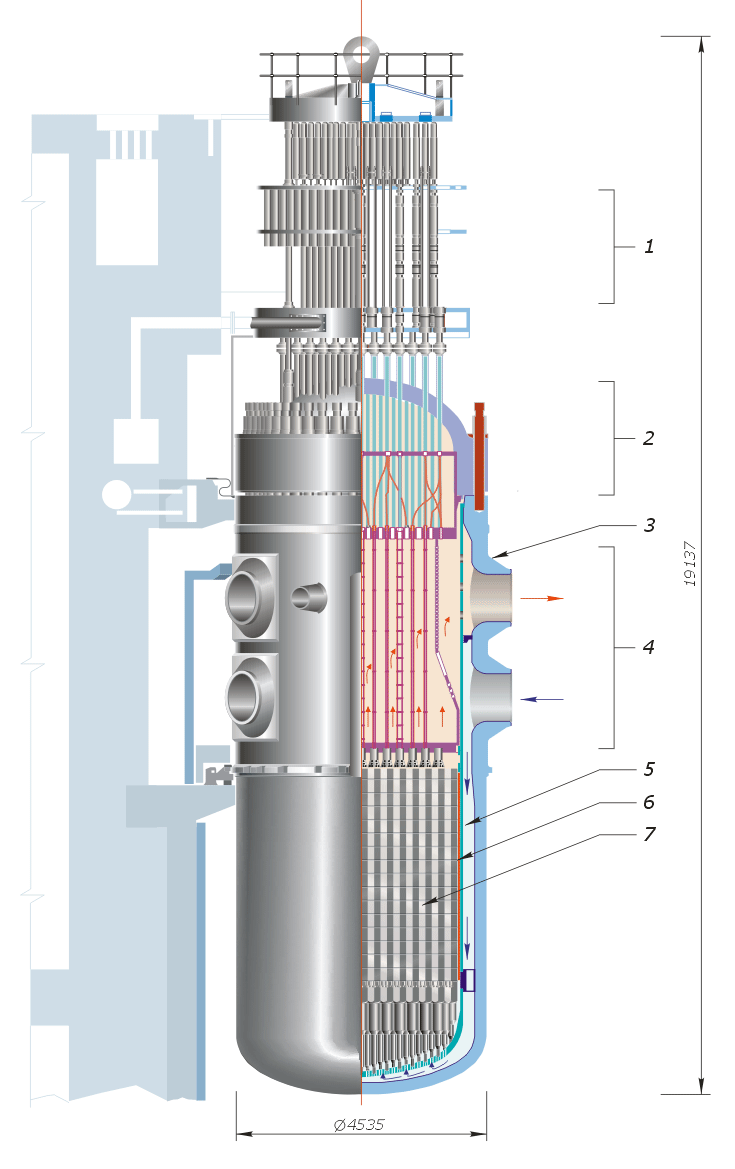
طرح واکنشگاه وی‌وی‌ئی‌آر-۱۰۰۰ روسی

### System 80
رآکتور +System 80 ساخت وستینگهاوس

### AP600
رآکتور AP600 PWR ساخت وستینگهاوس

### وی‌وی‌ئی‌آر
رآکتور وی‌وی‌ئی‌آر شبیه پی‌دبلیوآرها هستند اما تفاوت‌هایی دارند که ریشه در فناوری بلوک شرق دارد. این رآکتورها در دهه ۱۹۷۰ در کشورهای کمونیستی ابداع شدند و از دسته‌های منحصربه‌فرد سوختی ۶ ضلعی بهره می‌برند (به انگلیسی: hexagonal fuel assembly).
در میان راکتورهای وی‌وی‌ئی‌آر-۴۴۰، همکنون دو نوع در حال فعالیت هستند:
- وی‌وی‌ئی‌آر مدل ۲۳۰
- وی‌وی‌ئی‌آر مدل ۲۱۳ که جدیدترند

رآکتورهای وی‌وی‌ئی‌آر-۱۰۰۰ در دهه ۸۰ میلادی ابداع گردیدند، و شبیه‌تر به پی‌دبلیوآرهای غربی اند، اما آن‌ها نیز از عناصر سوختی ۶وجهی سود می‌برند.

## طرح رآکتورهای پی‌دبلیوآر

### سردکن
آب سبک به عنوان سردکُن اولیه استفاده می‌شود.

## جستارهای مربوطه
- واکنشگاه وی‌وی‌ئی‌آر
- واکنشگاه APR-۱۴۰۰
- واکنشگاه کاندو
- واکنشگاه آب جوشان